# Tanjung Bunga Dua
Tanjung Bunga Dua is een bestuurslaag in het regentschap Lebong van de provincie Bengkulu, Indonesië. Tanjung Bunga Dua telt 966 inwoners (volkstelling 2010).